# Kenny Strickland
Kenneth Andrew Strickland, más conocido como Kenny Strickland (Ormskirk, Lancashire, Inglaterra, 10 de octubre de 1990), es un futbolista inglés. Se desempeña como defensa central o lateral derecho y actualmente milita en el Skelmersdale United de la Northern Premier League de Inglaterra.

## Trayectoria
Kenny se unió a la Academia del Manchester United a los 11 años de edad. A mediados del 2008, el Manchester le rescindió su contrato después de dos años de haberlo firmado, con el argumento de que no era lo suficientemente alto para jugar como defensa central. A raíz de esto, Kenny estuvo a prueba en varios equipos de la Football League Championship, incluyendo el West Bromwich Albion, el Preston North End, el Leeds United y el Burnley FC, así como también en un equipo de la Football Conference, el Weymouth FC, con el cual solamente pudo disputar un encuentro de la temporada 2008-09 ante el York City.
Luego de haber estado a prueba en varios equipos, Kenny logró unirse al equipo juvenil del Chelsea ese mismo año, debido a que el defensa titular Rohan Ince sufrió una lesión en la rodilla durante la pretemporada, la cual lo dejó fuera de acción durante 6 meses. El Chelsea se fijó en Kenny y, después de haber desempeñado algunos partidos con el equipo juvenil, el Chelsea le ofreció un contrato con una duración de un año, el cual pudo haberse extendido si el club así lo hubiese querido.
Durante la temporada 2009-10, Kenny se afianzó en el equipo juvenil, al haber sido de los jugadores más consistentes en la defensa, manteniendo un récord impresionante. Gracias a sus grandes actuaciones con el equipo juvenil, Kenny debutó en el equipo de reservas el 1 de septiembre de 2009 ante las reservas del Portsmouth FC. También logró anotar su primer gol con este equipo en febrero de 2010 ante las reservas del Aston Villa, estableciéndose como uno de los pilares en la defensa, tanto del equipo juvenil como del equipo de reservas.
En julio de 2010, su contrato con el Chelsea expiró. Kenny estuvo a prueba en el Tranmere Rovers, con el cual disputó un encuentro amistoso de pretemporada ante el Nottingham Forest, aunque no logró quedarse. Luego, Kenny se unió al Marine FC de la Northern Premier League. Sin embargo, Kenny no logró disputar ningún encuentro con el Marine, ya que permaneció la mayor parte del tiempo en la banca. Luego de no haber impresionado en el Marine, Kenny fue contratado por el Skelmersdale United el 4 de noviembre de 2010.

## Clubes
| Club                | País       | Año             |
| ------------------- | ---------- | --------------- |
| Manchester United   | Inglaterra | 2002 - 2008     |
| Weymouth FC         | Inglaterra | 2009            |
| Chelsea FC          | Inglaterra | 2009 - 2010     |
| Marine FC           | Inglaterra | 2010            |
| Skelmersdale United | Inglaterra | 2010 - Presente |